# 要害山 (上野原市)
要害山（ようがいさん）は、山梨県上野原市にある標高536メートルの山である。

## 概要
2016年（平成28年）より上野原市が富士山などの眺望が期待できるハイキングコースとして整備し、パンフレット等でアピールしている尾根歩きのピーク上の山である。
山頂には秋葉大権現があり、戦国時代には山城・大倉砦が築かれ、甲斐・相模・武蔵の国境付近での最大級の山城でもあった。山頂にはいまも当時を偲ばせる土塁等の跡がある。
ハイキングコースは県道33号線の鏡渡橋からのルートと尾続フラワー公園からのルートとなり、鏡渡橋からは山ノ神神社・要害山・風の神・コヤシロ山・実成山・尾続山を経て県道にもどる。尾続フラワー公園からコヤシロ山までのルートは権現山への登山道となる。